# Enroulement de Rogowski

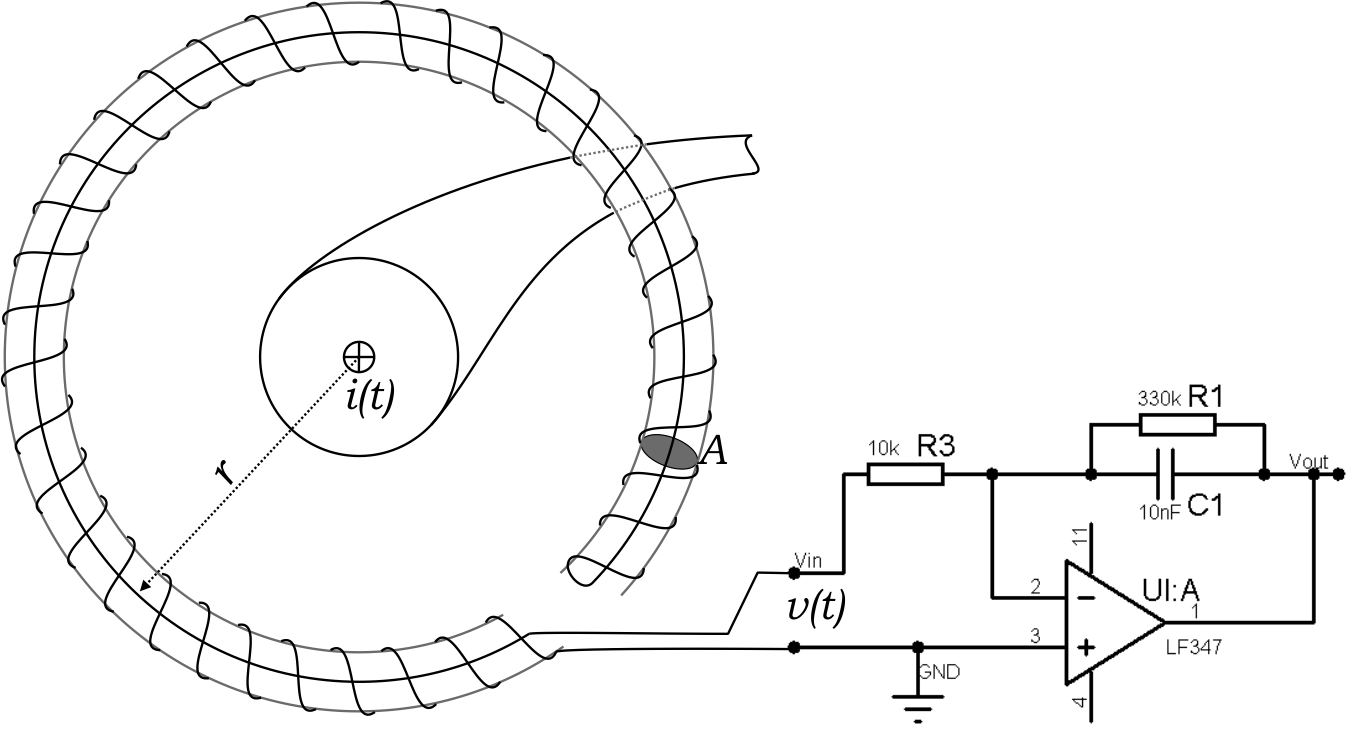
Enroulement de Rogowski

Un enroulement de Rogowski, de son co-inventeur éponyme Walter Rogowski, est un dispositif électrotechnique permettant de mesurer l'intensité du courant alternatif ou les impulsions de courant à grande vitesse. Il se compose d'un enroulement hélicoïdal de fil dont le fil d'une extrémité revient par le centre de l'enroulement à l'autre extrémité, de sorte que les deux bornes sont à la même extrémité de l'enroulement. La bobine est positionnée autour du conducteur dont on veut connaître l'intensité du courant. La tension induite dans l'enroulement est proportionnelle au taux de changement (dérivée) du courant dans le conducteur. L'enroulement de Rogowski est habituellement relié à un circuit d'intégration électrique (ou électronique) à forte impédance d'entrée afin de fournir un signal de sortie qui est proportionnel au courant.
L'avantage d'un enroulement de Rogowski par rapport à d'autres types de capteurs de courants est qu'il peut être ouvert et qu'il est très flexible, lui permettant d'être enroulé autour d'un conducteur de phase sans contrainte. Puisqu'un enroulement de Rogowski a un noyau d'air plutôt qu'un noyau de fer, il n'est pas perturbé par des courants de Foucault dans le noyau et peut donc répondre aux courants à changement rapide. Comme il n'a aucun noyau de fer à saturer, il est fortement linéaire même lorsque soumis à de grands courants, du type de ceux utilisés dans la transmission d'énergie électrique, la soudure, ou les applications à hautes puissances pulsées. Un enroulement de Rogowski correctement formé, avec des spires équidistantes, est en grande partie immunisé contre les interférences électromagnétiques.

## Historique de l'invention
Un dispositif semblable à l'enroulement de Rogowski a été décrit par Arthur Prince Chattock (en) de l'université de Bristol. Chattock l'a employé pour mesurer des champs magnétiques plutôt que des courants. La description définitive a été donnée par Walter Rogowski et W. Steinhaus.